# Conservatorio de Música de la Universidad Austral de Chile
El Conservatorio de Música de la Universidad Austral de Chile es una academia de formación musical fundada en Valdivia el año 1955, que se mantiene vigente hasta la fecha. Depende de la Vicerrectoría Académica de esa institución universitaria.

## Historia
Eduardo Morales Miranda, primer rector de la Universidad Austral, juzgó necesaria la creación de un espacio para que la juventud del sur de Chile pudiera desarrollar y potenciar sus aptitudes artísticas. Por ello, su esposa, Carmen Verdugo Binimelis, trabó amistad con las principales maestras de piano que había en Valdivia: Emma Burgemeister Perlwitz de Quast, Inés Gebhard Paulus de Paredes, Agnes Hax Schleef de Eisendecher y Thea de Eitel. Todas ellas regentaban conservatorios de música en sus domicilios, con instrumental y material de enseñanza propios, y "mantenían y estimulaban los sueños en medio del mundo de los negocios, la industria y la banca, principal y casi exclusivo afán de los hombres valdivianos" (Baltra, 1977: 15).
El matrimonio Morales Verdugo promovió la obra educativa de las pianistas y les comunicó el propósito de establecer un conservatorio para la Universidad Austral. Ellas aceptaron rápidamente la propuesta, y el doctor Morales anunció que Gebhard sería la cabeza de este grupo y la organizadora del proyecto. No hubo objeciones por parte de Burgemeister ni de Hax.
El Consejo Académico de la Universidad, convocado el 22 de febrero de 1955, aprobó por unanimidad la creación del Conservatorio de Música, designando a doña Inés Gebhard como su directora fundadora y confiándole la dirección del Departamento de Teclado de la Facultad de Bellas Artes. En aquel año, la planta docente del Conservatorio se componía de los siguientes maestros: Inés Gebhard, Agnes Hax, Emma Burgemeister, Marion Davis, Marioly Larrea y Héctor Razzeto.
El 12 de marzo de aquel año fue inaugurada solemnemente esta academia, con la presencia del entonces Primer Mandatario general don Carlos Ibáñez del Campo; las cátedras que comenzaron a impartirse fueron las de piano y violín. Las matrículas para recibir a los futuros postulantes se abrieron el lunes 21 de marzo, y permanecieron hábiles hasta el 7 de abril, dándose inicio a las actividades lectivas cinco días después. Las clases fueron impartidas, desde un comienzo, en la casa de Víctor Vogt (calle General Lagos N.º 1107), que fue adquirida ese año por un monto que ascendió a $6.000.000 de la época.
En julio de 1955, "numerosos alumnos de Piano y Violín rindieron su primer examen semestral [...], por lo cual aquel certamen fue seguido con gran interés por alumnos, profesores y apoderados. Se desarrolló en el Salón de Honor del 'Club de la Unión', durante tres días, y la comisión examinadora estuvo integrada por la directora del Conservatorio señora Inés Gebhard y profesoras señoras Agnes de Eisendecher, Emmy de Quast, Marion Davis de Manns, señorita Marioly Larrea y señor Héctor Razzeto. Además concurrieron a presenciar los exámenes, el rector de la Universidad Dr. Eduardo Morales y el decano de la Facultad de Bellas Artes, Dr. Eduardo Tallman" (Baeza Inzunza et al., 1978: 196-197).
El Conservatorio experimentó su momento más brillante entre las décadas de los '60 y '70, debido a la notable consolidación de esta unidad académica y a la excelente preparación profesional de sus profesores. En esos años, el profesor Agustín Cullell estaba a la cabeza de dicha academia.
En esta academia se dictaba la Licenciatura en Ciencias y Artes Musicales, a semejanza de la existente por aquella época en la Facultad de Bellas Artes de la Universidad de Chile. En 1976 se decretó suprimir este programa de estudios, y se le reemplazó con un Bachillerato en Artes mención instrumental, malla curricular abierta al año siguiente y que tuvo corta vida.
En 1981, el rector delegado, coronel Jaime Ferrer, decretó la clausura de esta unidad académica. Reinició sus funciones en 1987, por resolución del rector Juan Jorge Ebert; sin embargo, solo ocho años más tarde se oficializó su apertura.

### La fundadora
- Inés Gebhard Paulus.

### La primera planta docente
- Emma A. L. Burgemeister Perlwitz (nacida el 24 de febrero de 1905, † Valdivia, Chile, 16 de julio de 1985). Maestra de piano que abrió en 1948 una academia para enseñar este instrumento, así como también solfeo y teoría. Contaba, además, con un kindergarten musical. La mayor parte de quienes la conocieron llamábanla simplemente Emmy Quast.
- Marion Isabela Davis Salinas (nacida el 20 de marzo de 1929, † Valdivia, 12 de junio de 1998). Profesora de Educación Básica, con estudios de musicología. Junto con doña Inés Gebhard, fue la única maestra fundadora que alcanzó a ser recibir la denominación de emérita (5 de septiembre de 1980). Laboró en los institutos de Artes Musicales y de Educación Musical en la Universidad Austral. Durante toda su carrera como docente universitaria, estuvo a cargo de las asignaturas de Lectura Musical Funcional, Armonía Funcional y Piano Funcional. Fue, además, prodecano de la Facultad de Bellas Artes de la UACh en 1977. Renunció a la corporación universitaria en 1991.
- Agnes Hax Schleef (nacida en Valdivia el 17 de enero de 1897, † Valdivia, 6 de noviembre de 1974). Profesora de piano cuya primera actuación conocida fue su aparición pública junto a la orquesta del maestro austrohúngaro Roberto Mahler, en 1930. Asistió a un curso de perfeccionamiento del profesor Alberto Spikin (1938). Dio conciertos en distintos recintos de reunión social y abrió una academia de piano que gozó de mucha notoriedad. También dictó clases en el conservatorio de la señora Thea de Eitel e integró la Sociedad Amigos del Arte (1943).
- Marioly Larrea Arrate. Profesora de Estado en Educación Musical. En 1955 se le contrató como académica auxiliar en el Conservatorio de Música de la UACh. Al tiempo que ejercía la docencia, hizo estudios conducentes al grado de Licenciado en Interpretación Superior con mención en Piano, en esa casa universitaria.
- Héctor Razzeto D. Profesor de violín en la Escuela Normal Camilo Henríquez de Valdivia. Fundó el conjunto instrumental de cámara que tuvo la Universidad Austral, en 1955.

### Otros académicos destacados
- Ximena Cabello Volosky. Pianista y pedagoga. Hizo sus estudios en el Conservatorio Nacional de Música, donde tuvo por maestros a Germán Berner, Rudolph Lehmann y Arnaldo Tapia. Obtuvo el grado de Licenciada en Interpretación Superior con mención en Piano, por la Facultad de Ciencias y Artes Musicales de la Universidad de Chile. Fue ayudante de la cátedra de Piano de Rudolph Lehmann y profesora en la Escuela de Música de Coblenza (Alemania). Su carrera artística se ha desarrollado por medio de ecritales ofrecidos en varias ciudades chilenas y europeas. Ha actuado junto a las orquestas Sinfónica de Chile y la del Rheinisches Collegium Musicum de Wiesbaden (Alemania). Desde 1985 integra el Dúo de violonchelo y piano Escobar-Cabello (con el chelista Héctor Escobar Muñoz). Profesora de la cátedra de Piano en el Conservatorio valdiviano.
- Agustín Cullell Teixidó (nacido en Barcelona, España, 1928). Director de orquesta. Arribó a Valparaíso el 25 de enero de 1936, junto a su hermana y la madre de ambos, luego de una travesía iniciada en su natal Barcelona. Estudió violín en el Conservatorio Nacional de Música, con el profesor Werner Fischer, al tiempo que también siguió las cátedras de piano (con Roberto Duncker), música de cámara y composición. Se perfeccionó en dirección orquestal con los maestros Ataúlfo Argenta, Louis Fourestier y Alceo Galliera. Le cupo una importante actuación en la Universidad Austral, donde dirigió la Orquesta de Cámara y ejerció los cargos de director del Conservatorio y decano de la Facultad de Bellas Artes (1968-1973). Fue, también, titular de las orquestas Sinfónica y Filarmónica de Santiago, Filarmónica de Bogotá (1979-1982), Sinfónica Nacional de Costa Rica (1982-1984) y Sinfónica del Valle (Cali, Colombia).
- Siegfried Mischa Erber Wanzek (nacido en Legnica, voivodato de Baja Silesia, Polonia, el 6 de marzo de 1924). Músico alemán radicado en Chile. Licenciado en Dirección Orquestal y Coral, por la Hochschule für Musik de Halle. Obtuvo, además, el título de Profesor de Música en la Universidad de Halle. Allí fue profesor ayudante de la cátedra de educación musical. En 1957 se integró a la Universidad Austral, como docente del Conservatorio de Música. Fundó la Orquesta de Cámara de esta casa de estudios, en 1961. Seis años más tarde, inició sus actividades como académico de la escuela de Tecnología del Sonido. Durante los años '70 y '80 fue director del departamento de Fono Imagoteca. En 1987 fue nombrado director del Instituto de Acústica, y se retiró de la corporación a fines de ese año. Su logro más importante fue el haber compuesto la melodía del Himno Universitario. De su matrimonio con Irene Melita Rudolph Schenke (Q. E. P. D.), ha dejado un solo hijo: Tomás.
- Julia Isolde Pfennings Caccialli (nacida en Santiago el 17 de diciembre de 1927, † Talca, Chile, 31 de mayo de 2007). Egresada del Conservatorio Nacional de Música, donde estudió guitarra. Ejerció la docencia de este instrumento entre los años 1960 y 1998, desempeñando entretanto funciones como directora del Conservatorio de Música UACh y prodecano de la Facultad de Bellas Artes (1977-1981). También fue directora de la Escuela de Pedagogía en Educación Media en Arte desde 1983 en adelante. Se retiró de la institución en 1998.

### Directores del Conservatorio hasta su cierre
- 1955-1960, Inés Gebhard Paulus
- 1965-1968, Agustín Cullell Teixidó
- 1974-1977, Isolde Pfennings Caccialli

### Directores del Instituto de Artes Musicales de la Universidad Austral
- 1981-1983, Osvaldo Urrutia Toledo
- 1983-1986, Isolde Pfennings Caccialli
- 1986-1987, Conrado Bustos Medina
- 1987-1989, Sergio Parra González
- 1989-1995, Osvaldo Urrutia Toledo

### Directores del Conservatorio desde su reapertura
- 1995-2012, Héctor Escobar Muñoz
- 2013-2014, Wladimir Carrasco Moscoso
- 2015 Pablo Matamala Lopetegui
- 2016-2023, Wladimir Carrasco Moscoso
- 2024, Eva Muñoz Vera

## Alumnos egresados
- Roberto Bravo, quien obtuvo el título de Intérprete Musical con mención en Piano en junio de 2002, logrando distinción máxima. Se trata de uno de los concertistas chilenos más connotados. Uno de los elementos que lo distinguen, es su fuerte vocación altruista y su compromiso social, que lo han impulsado a difundir la música docta entre quienes no tienen los medios para asistir a eventos artísticos.

- Mahani Teave Williams (nacida en Hawái, Estados Unidos, 14 de febrero de 1983). Joven originaria de la Isla de Pascua, donde empezó su instrucción musical con Erica Putney en 1992. Ese mismo año fue descubierta por el pianista Roberto Bravo, quien, luego de educarla personalmente por algunos años, la llevó al Conservatorio de Música de la UACh, donde estudió junto a la maestra Ximena Cabello. Recibió su diploma de Intérprete Musical con mención en Piano en 2001, con distinción máxima. Ganó el primer premio del Concurso Nacional e Internacional de Piano Claudio Arrau, en 1999. Además, en ese mismo evento, su lograda ejecución mereció recibir los premios a las mejores obras comunes y al mejor talento. Tres años más tarde, vuelve a obtener el primer galardón, esta vez en el Concurso Internacional de Piano Ciudad de Palmayola, en Mallorca, España. En la actualidad, reside en Estados Unidos, donde está cursando una maestría en música en el Cleveland Institute of Music, de la ciudad homónima, gracias a una beca concedida por el Ministerio de Planificación chileno en 2003. Allí tiene como profesor a Sergei Babayan.